# Amazing Red
Jonathan Figueroa (Brooklyn (New York), 26 april 1982), beter bekend als Amazing Red, is een Amerikaans professioneel worstelaar die bekend was in de Total Nonstop Action Wrestling.

## In worstelen
- Afwerking bewegingen
  - 718
  - Code Red
  - Infrared
  - Red Star Press

- Kenmerkende bewegingen
  - Brainbuster
  - Bulldog
  - Cartwheel
  - Diving clothesline
  - Red Edge
  - Red Eye
  - Red Fusion
  - Red Spike

## Kampioenschappen en prestaties
- East Coast Wrestling Association
  - ECWA Heavyweight Championship (2 keer)

- Maryland Championship Wrestling
  - MCW Cruiserweight Championship (1 keer)

- Ring of Honor
  - ROH Tag Team Championship (1 keer met A.J. Styles)

- Total Nonstop Action Wrestling
  - NWA World Tag Team Championship (1 keer met Jerry Lynn)
  - TNA X Division Championship (1 keer)

- Andere titels
  - ICW Heavyweight Championship (1 keer)
  - New York Wrestling Connection Interstate Championship (1 keer)
  - PWF Junior Heavyweight Championship (2 keer)
  - UCW Heavyweight Championship (1 keer)
  - UXW United States Championship (2 keer)